# Алтанбулаг (Туве)
Алтанбулаг (монг. Алтанбулаг) — сомон аймаку Туве, Монголія. Територія 5,9 тис. км², населення 2,6 тис. Центр — селище Алтанбулаг розташоване на відстані 60 км від м. Зуунмод та 50 км від Улан-Батора. Територією сомону протікає кілька річок і розташовано кілька безстічних озер. Клімат різкоконтинентальний.

## Соціальна сфера
Є школа, лікарня, культурний і торговельно-обслуговуючий центри.